# Panamerika-Meisterschaften im Bahnradsport 2024
Die Panamerika-Meisterschaften im Bahnradsport 2024 fanden vom 3. bis 7. April im US-amerikanischen Carson statt. Austragungsort war das Velo Sports Center, in dem auch die Bahnradsport-Wettbewerbe der Olympischen Sommerspiele 2028 stattfinden sollen. Veranstalter war der Panamerikanische Radsportverband COPACI. Die Meisterschaften waren unter anderem relevant für die Qualifikation zu den Olympischen Spielen 2024. Es fanden Wettbewerbe in allen elf Disziplinen statt, die auch bei Bahnradsport-Weltmeisterschaften ausgetragen werden.

## Beteiligung
Es waren 138 Fahrer aus 18 Nationen gemeldet, und zwar Argentinien, Barbados, Brasilien, Chile, Ecuador, El Salvador, Guatemala, Jamaika, Kanada, Kolumbien, Kuba, Mexiko, Paraguay, Peru, Surinam, Trinidad und Tobago, Venezuela und den Vereinigten Staaten.

## Resultate
- Legende: „G“ = Zeit aus dem Finale um Gold; „B“ = Zeit aus dem Finale um Bronze
- Fahrerinnen und Fahrer, deren Name kursiv geschrieben sind, bestritten bei Mannschaftswettbewerben lediglich die Qualifikation oder die erste Runde.

### Sprint
| Männer | Männer                   | Männer | Männer              |
| ------ | ------------------------ | ------ | ------------------- |
| #      | Name                     | Land   | Zeit (s)            |
|        | Nicholas Paul            | TTO    | 10,091 G1 10,121 G2 |
|        | Cristian Ortega          | COL    |                     |
|        | Santiago Ramírez Morales | COL    | 10,211 B2 10,132 B3 |

| Frauen | Frauen          | Frauen | Frauen              |
| ------ | --------------- | ------ | ------------------- |
| #      | Name            | Land   | Zeit (s)            |
|        | Daniela Gaxiola | MEX    | 11,555 G1 11,025 G2 |
|        | Kelsey Mitchell | CAN    |                     |
|        | Martha Bayona   | COL    | 11,281 B2 11,387 B3 |

### Keirin
| Männer | Männer         | Männer | Männer |
| ------ | -------------- | ------ | ------ |
| #      | Name           | Land   |        |
|        | Nicholas Paul  | TTO    |        |
|        | Kevin Quintero | COL    |        |
|        | Kwesi Browne   | TTO    |        |

| Frauen | Frauen          | Frauen | Frauen |
| ------ | --------------- | ------ | ------ |
| #      | Name            | Land   |        |
|        | Martha Bayona   | COL    |        |
|        | Daniela Gaxiola | MEX    |        |
|        | Kelsey Mitchell | CAN    |        |

### Zeitfahren
| Männer (1000 m) | Männer (1000 m)          | Männer (1000 m) | Männer (1000 m) |
| --------------- | ------------------------ | --------------- | --------------- |
| #               | Name                     | Land            | Zeit (min)      |
|                 | Santiago Ramírez Morales | COL             | 1:00,796        |
|                 | Cristian Ortega          | COL             | 1:00,835        |
|                 | David Domonoske          | USA             | 1:02,689        |

| Frauen (500 m) | Frauen (500 m)  | Frauen (500 m) | Frauen (500 m) |
| -------------- | --------------- | -------------- | -------------- |
| #              | Name            | Land           | Zeit (s)       |
|                | Martha Bayona   | COL            | 33,494         |
|                | Jessica Salazar | MEX            | 34,519         |
|                | Emily Hayes     | USA            | 34,923         |

### Teamsprint
| Männer | Männer                                                | Männer | Männer   |
| ------ | ----------------------------------------------------- | ------ | -------- |
| #      | Name                                                  | Land   | Zeit (s) |
|        | Rubén Murillo Kevin Quintero Santiago Ramírez Morales | COL    | 43,936 G |
|        | Tyler Rorke Nick Wammes James Hedgcock                | CAN    | 44,312 G |
|        | Joshua Hartman Dalton Walters Evan Boone              | USA    | 44,658 B |

| Frauen | Frauen                                       | Frauen | Frauen   |
| ------ | -------------------------------------------- | ------ | -------- |
| #      | Name                                         | Land   | Zeit (s) |
|        | Jessica Salazar Yuli Verdugo Daniela Gaxiola | MEX    | 47,529 G |
|        | Sarah Orban Kelsey Mitchell Lauriane Genest  | CAN    | 47,627 G |
|        | Keely Ainslie Kayla Hankins Mandy Marquardt  | USA    | 48,869 B |

### Einerverfolgung
| Männer (4000 m) | Männer (4000 m)      | Männer (4000 m) | Männer (4000 m) |
| --------------- | -------------------- | --------------- | --------------- |
| #               | Name                 | Land            | Zeit (min)      |
|                 | Anders Johnson       | USA             | 4:14,550 G      |
|                 | Chris Ernst          | CAN             | 4:15,347 G      |
|                 | Daniel Fraser-Maraun | CAN             | 4:20,238 B      |

| Frauen (3000 m) | Frauen (3000 m) | Frauen (3000 m) | Frauen (3000 m) |
| --------------- | --------------- | --------------- | --------------- |
| #               | Name            | Land            | Zeit (min)      |
|                 | Emily Ehrlich   | USA             | 3:31,689 G      |
|                 | Aranza Villalón | CHI             | 3:35,615 G      |
|                 | Olivia Cummins  | USA             | 3:34,891 B      |

### Mannschaftsverfolgung
| Männer | Männer                                                            | Männer | Männer     |
| ------ | ----------------------------------------------------------------- | ------ | ---------- |
| #      | Name                                                              | Land   | Zeit (min) |
|        | David Domonoske Anders Johnson Grant Koontz Brendan Rhim          | USA    | 3:56,455 G |
|        | Juan Esteban Arango Bryan Gomez Jordan Parra Brayan Sanchez       | COL    | 4:00,763 G |
|        | Chris Ernst Cameron Fitzmaurice Daniel Fraser-Maraun Ethan Powell | CAN    | 3:59,845 B |

| Frauen | Frauen                                                        | Frauen | Frauen     |
| ------ | ------------------------------------------------------------- | ------ | ---------- |
| #      | Name                                                          | Land   | Zeit (min) |
|        | Olivia Cummins Emily Ehrlich Colleen Gulick Bethany Ingram    | USA    | 4:23,058 G |
|        | Ngaire Barraclough Anika Brants Kiara Lylyk Lily Plante       | CAN    | 4:27,074 G |
|        | Yareli Acevedo Maria Gaxiola Lizbeth Salazar Victoria Velasco | MEX    | 4:31,546 B |

### Scratch
| Männer | Männer             | Männer | Männer |
| ------ | ------------------ | ------ | ------ |
| #      | Name               | Land   |        |
|        | Fernando Nava      | MEX    |        |
|        | Cristián Arriagada | CHI    |        |
|        | Akil Campbell      | TTO    |        |

| Frauen | Frauen           | Frauen | Frauen |
| ------ | ---------------- | ------ | ------ |
| #      | Name             | Land   |        |
|        | Jennifer Valente | USA    |        |
|        | Lily Plante      | CAN    |        |
|        | Amber Joseph     | BAR    |        |

### Punktefahren
| Männer | Männer          | Männer | Männer |
| ------ | --------------- | ------ | ------ |
| #      | Name            | Land   | Punkte |
|        | Peter Moore     | USA    | 50     |
|        | Bryan Gomez     | COL    | 33     |
|        | Franco Buchanan | ARG    | 33     |

| Frauen | Frauen           | Frauen | Frauen |
| ------ | ---------------- | ------ | ------ |
| #      | Name             | Land   | Punkte |
|        | Jennifer Valente | USA    | 79     |
|        | Victoria Velasco | MEX    | 45     |
|        | Lily Plante      | CAN    | 8      |

### Ausscheidungsfahren
| Männer | Männer       | Männer | Männer |
| ------ | ------------ | ------ | ------ |
| #      | Name         | Land   |        |
|        | Grant Koontz | USA    |        |
|        | Jordan Parra | COL    |        |
|        | Jacob Decar  | CHI    |        |

| Frauen | Frauen           | Frauen | Frauen |
| ------ | ---------------- | ------ | ------ |
| #      | Name             | Land   |        |
|        | Jennifer Valente | USA    |        |
|        | Juliana Londoño  | COL    |        |
|        | Yareli Acevedo   | MEX    |        |

### Omnium
| Männer | Männer              | Männer | Männer |
| ------ | ------------------- | ------ | ------ |
| #      | Name                | Land   | Punkte |
|        | Chris Ernst         | CAN    | 131    |
|        | Juan Esteban Arango | COL    | 115    |
|        | Ricardo Peña        | MEX    | 114    |

| Frauen | Frauen            | Frauen | Frauen |
| ------ | ----------------- | ------ | ------ |
| #      | Name              | Land   | Punkte |
|        | Jennifer Valente  | USA    | 175    |
|        | Marcela Hernández | COL    | 138    |
|        | Yareli Acevedo    | MEX    | 121    |

### Madison
| Männer | Männer                           | Männer | Männer |
| ------ | -------------------------------- | ------ | ------ |
| #      | Name                             | Land   | Punkte |
|        | Grant Koontz Peter Moore         | USA    | 79     |
|        | Fernando Nava Edibaldo Maldonado | MEX    | 59     |
|        | Juan Esteban Arango Jordan Parra | COL    | 52     |

| Frauen | Frauen                            | Frauen | Frauen |
| ------ | --------------------------------- | ------ | ------ |
| #      | Name                              | Land   | Punkte |
|        | Megan Jastrab Jennifer Valente    | USA    | 51     |
|        | Juliana Londoño Marcela Hernández | MEX    | 32     |
|        | Lily Plante Ngaire Barraclough    | CAN    | 29     |

## Medaillenspiegel
| Platz  | Land                | Gold | Silber | Bronze | Gesamt |
| ------ | ------------------- | ---- | ------ | ------ | ------ |
| 1      | Vereinigte Staaten  | 12   | 0      | 5      | 17     |
| 2      | Kolumbien           | 4    | 10     | 3      | 17     |
| 3      | Mexiko              | 3    | 4      | 4      | 11     |
| 4      | Trinidad und Tobago | 2    | 0      | 2      | 4      |
| 5      | Kanada              | 1    | 6      | 5      | 12     |
| 6      | Chile               | 0    | 2      | 1      | 3      |
| 7      | Argentinien         | 0    | 0      | 1      | 1      |
| 7      | Barbados            | 0    | 0      | 1      | 1      |
| Gesamt | Gesamt              | 22   | 22     | 22     | 66     |